# Ammi-ṣaduqa
Ammi-saduqa (Ammi-ṣaduqa), arrière-petit-fils de Hammurabi, est un roi de la première dynastie de Babylone. Il régna de 1646 à 1626 avant notre ère.
On sait d'Ammi-saduqa qu'il entama son règne par la promulgation d'une annulation générale des dettes, une tradition fréquente visant à assurer la popularité du nouveau souverain. Cela apparaît aussi comme une conséquence de la crise économique et sociale profonde qui touche la Babylonie dans la seconde partie du XVIIe siècle. Bien que le texte de l'édit prétende que le royaume de Babylone est encore très étendu, il apparaît qu'il s'est rétracté depuis l'apogée du règne de Samsu-iluna. L'extrême Sud de la Mésopotamie a été perdu, ainsi que le cours moyen et haut du Tigre. Le long de l'Euphrate en revanche, le roi de Babylone est reconnu jusqu'à Terqa comme le montrent des textes datés à son nom retrouvés sur place.